# 谢祐
谢祐（1065年—1087年），尊号广惠将军显烈尊王、日月盈光大帝，出生于北宋时期的福建路沙县白水村（今属福建省三明市三元区中村乡），是一位福建民间信仰人物。

## 生平
据传说记载，谢祐于北宋治平二年（1065年）出生在沙县二十四都白水的一个普通农民家庭，早年迁居历西（今列西街道）。少年时期赴邵武县和平里（今邵武市和平镇），求学于黄裳。元丰五年（1082年）随黄裳赴泉南驻守三年，后受命赴建宁府任职，途中遇到高人，修习三日武功后得道脱俗，回到历西生活。在历西期间，适逢战乱，谢祐遂率领乡民抵抗兵匪、平息危局。元祐二年（1087年），谢祐在一棵大树下尸解成仙。

## 身后
谢祐去世后，同乡人感念他的功绩，每到过年过节时，当地人都会祭祀他。南宋时期，当地人请求朝廷敕封谢祐，绍兴九年（1139年），时任宰相李纲奏请朝廷加封谢祐“广惠将军显烈尊王”，得到批准，淳熙十六年（1189年），宋孝宗御赐雕像及“正顺”庙额，取“名正言顺”之意。绍定六年（1233年），历西人罗成祖捐献地基，开建正顺庙，以供奉谢祐。建成后，正顺庙香火不断。咸淳十年（1274年），时任丞相文天祥再度奏请朝廷，加封谢祐为“日月盈光大帝”，并配祀金氏慈惠夫人。此后，正顺庙历经重建与修缮，现今为中华人民共和国全国重点文物保护单位。
谢祐的信仰文化起源于历西，后衍生出“请尊王”等民俗活动，其信仰还扩散到今福建省三明市、南平市、泉州市和龙岩市以及台湾等地，迄今，谢祐出生地还留存有对其的祭祀仪式。2013年，三明市成立“谢祐文化研究会”，并撰写多部讲述谢祐信俗文化的著述。2018年，三明谢祐信俗入选三明市非物质文化遗产保护名录。